# Pjotr Jalfimau
Pjotr Jalfimau (* 15. Februar 1980 in Mahiljou; belarussisch Пётр Ялфімаў, nach der traditionellen Orthographie (Taraschkewiza) Пятро Ялфімаў – Pjatro Jalfimau, russisch Пётр Елфимов Pjotr Jelfimow) ist ein belarussischer Sänger.

## Leben und Wirken
Er wurde europaweit bekannt, nachdem er sein Heimatland beim Eurovision Song Contest 2009 in Russlands Hauptstadt Moskau vertreten hatte. Zuvor setzte er sich beim nationalen Finale am 19. Januar 2009 mit knapp 4.000 Stimmen gegen seine vier Konkurrenten durch. Im internationalen Finale musste er zunächst durch das erste Halbfinale. Mit seinem Titel Eyes that Never Lie erreichte er unter 18 Ländern den 13. Platz, qualifizierte sich also nicht fürs Finale.
1998 beendete er das Musik- und Choreographie-Lyzeum in seiner Heimatstadt Mahiljou und bildete sich in den Folgejahren an verschiedenen Musikhochschulen des Landes weiter. Im Jahre 2004 setzte er sich beim „Slawianski Basar“ in Wizebsk durch. Von 1999 bis 2003 war er ein führender Spieler des beliebten Studentenspieles „KWN“ und hält derzeit den Titel des Champions der Internationalen KWN-Union.
Aufmerksamkeit erregte er mit einer qualitativ sehr hochwertigen Coverversion des Deep Purple Klassikers Child in time, welches auf Youtube über eine Million Aufrufe erhielt.

## Diskografie
Alben
- 2006: Ja chotschu
- 2007: Kolokola
- 2009: S nowym roschdenijem (Kompilation)